# Projeto de Marcelo Rangel Pestana, Hernan Ocampo Landa e Vigor Artese para o Plano Piloto de Brasília
O Projeto de Marcelo Rangel Pestana, Hernan Ocampo Landa e Vigor Artese para o Plano Piloto de Brasília foi um dos projetos submetidos ao Concurso Nacional do Plano Piloto da Nova Capital do Brasil, que seria vencido pela proposta de Lúcio Costa. Hernan, um jovem nascido na Bolívia e radicado no Rio de Janeiro, foi incentivado pelo professor de urbanismo Raul Pena Firme e reuniu a equipe para fazer uma proposta, tal qual seu professor tinha feito alguns anos antes no Anteprojeto de Vera Cruz.  
Eles fizeram a proposta de número 23 e não chegaram a seleção final.

## Antecedentes
A transferência da capital federal do Rio de Janeiro para uma nova cidade no Planalto Central havia se tornado a meta-síntese do governo do presidente Juscelino Kubitschek. Tendo vencido as resistências políticas e as burocracias, o presidente pediu a Oscar Niemeyer, seu arquiteto de confiança, que projetasse a nova capital. Entretanto, Niemeyer não quis fazer o projeto urbanístico, ficando apenas com os edifícios. Para projetar a cidade, ele sugere a criação de um concurso nacional com a participação do Instituto de Arquitetos do Brasil, o que é aceito por Juscelino.
Assim, em 1956 foi criada a Comissão de Planejamento da Construção e da Mudança da Nova Capital Federal, que anunciou o Concurso Nacional do Plano Piloto da Nova Capital do Brasil, com o edital da Companhia Urbanizadora da Nova Capital (Novacap) estabelecendo as regras que incluíam, por exemplo, que a cidade fosse projetada para 500 mil habitantes e a localização da área de cinco mil quilômetros quadrados.

## A equipe
62 concorrentes participaram do concurso, com 26 propostas apresentadas. A equipe que apresentou a proposta 23 era formada por três pessoas. Hernan Ocampo Landa, nascido na Bolívia e radicado no Rio de Janeiro devido ao exílio do pai, estudava urbanismo na Universidade do Brasil. Ele decide participar incentivado pelo professor de urbanismo Raul Pena Firme, do qual era assistente, que sugeriu que a proposta fosse seu trabalho de conclusão da disciplina, o que ele fez junto de Vigor Artese. O engenheiro Marcelo Rangel Pestana ajudou com o memorial descritivo, fechando a equipe.
O professor Raul Pena Firme tinha familiaridade como o local: ele tinha participado, junto como Roberto Lacombe e José de Oliveira Reis, do Anteprojeto de Vera Cruz, um estudo preliminar feito a pedido do Marechal José Pessoa que se tornou o primeiro a ter viabilidade de planejamento comprovada pelo governo federal.

## Proposta
O projeto foi baseado na topografia, levando em conta o lago e o escoamento da água. Uma malha curva no sentido norte-sul era atravessada por linhas perpendiculares no eixo leste-oeste, o que no início lembrava vagamente a proposta vencedora de Lúcio Costa - o centro administrativo, no eixo leste-oeste, fica próximo ao lago, ficou perto da posição onde Costa colocou o seu. No eixo norte-sul ficariam as partes voltadas ao comércio. As habitações seriam nas bordas do lago Paranoá e no extremo oeste do plano, e áreas balneárias e usos de recreação e habitação ficariam nas penínsulas. 
Linhas paralelas perpendiculares aos dois eixos encheram demais o projeto, afastando as semelhanças da proposta de Lúcio Costa, o que levou o membro do júri William Holford a comentar a Hernan que o projeto tinha começado bem, mas "matou a estética", tornando o desenho uma teia de aranha. Porém, o mesmo jurado também fez um elogio as zonas habitacionais no lago.